# Chris Archer
Christopher Alan Archer (Raleigh, 26 settembre 1988) è un ex giocatore di baseball statunitense, lanciatore.

## Biografia
Archer nacque a Raleigh, la capitale dello stato della Carolina del Nord, da madre caucasica e padre afroamericano e all'età di due anni fu adottato dai nonni materni. Frequentò la Clayton High School nella cittadina di Clayton.

## Carriera

### Minor League Baseball (MiLB)

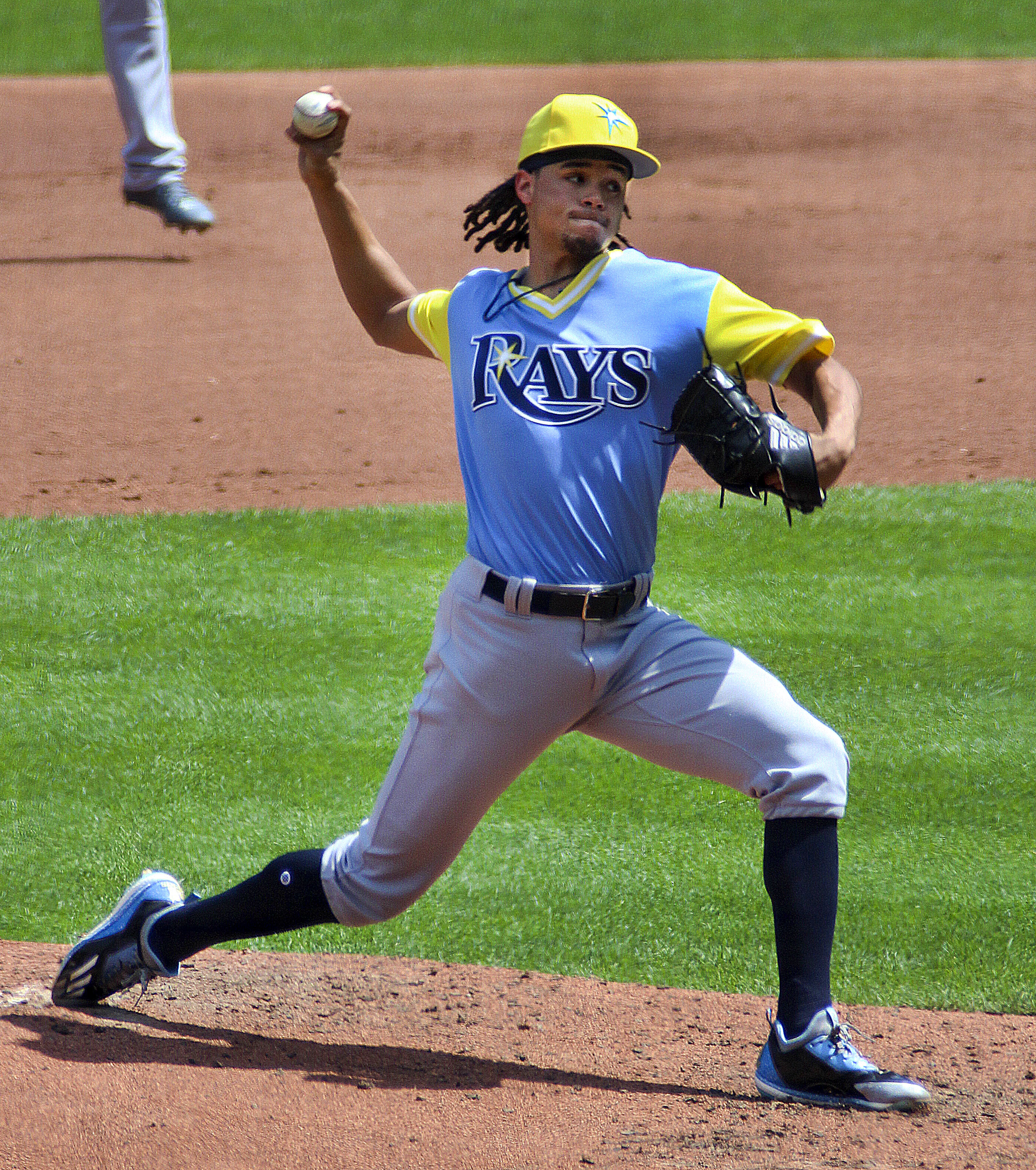
Archer con i Rays nel 2017

Archer fu selezionato dai Cleveland Indians nel 5º turno del draft MLB 2006 e fu assegnato in classe Rookie. Nel 2007 giocò in Rookie e apparve in una partita di Classe A.
Giocò per l'intera stagione 2008 in Classe A. Il 31 dicembre gli Indians scambiarono Archer, assieme a John Gaub e Jeff Stevens, con i Chicago Cubs, per Mark DeRosa. Nella stagione 2009 giocò in Classe A. Nel 2010 si divise tra la Classe A-avanzata e la Doppia-A.
l'8 gennaio 2011 i Cubs scambiarono Archer, Hak-ju Lee, Brandon Guyer, Robinson Chirinos e Sam Fuld con i Tampa Bay Rays per Matt Garza, Fernando Perez e Zac Rosscup. Iniziò la stagione 2011 in Doppia-A e fu promosso nel corso della stagione in Tripla-A. Nel 2012 cominciò in Tripla-A.

### Major League Baseball (MLB)
Archer debuttò nella MLB il 20 giugno 2012, al Nationals Park di Washington contro i Washington Nationals, concedendo tre valide, tre punti (uno concesso) e ottenendo sette strikeout in sei inning giocati. Ottenne la sua prima vittoria il 19 settembre contro i Boston Red Sox. Nel luglio 2013 fu nominato debuttante e lanciatore del mese, inoltre partecipò per la prima volta al post-stagione. Nel 2015 giocò per la prima volta l'All-Star Game. Fu nuovamente chiamato per l'All-Star Game 2017.
Il 31 luglio 2018, i Rays scambiarono Archer con i Pittsburgh Pirates in cambio di Tyler Glasnow, Austin Meadows e un giocatore da nominare in seguito (Shane Baz, scelto il 14 agosto).
Il 3 giugno 2020, Archer annunciò che sarebbe rimasto fuori dai campi da gioco fino al 2021, dopo aver subito un'operazione chirurgica a causa della Sindrome dello stretto toracico superiore.
Il 2 febbraio 2021, Archer firmò un contratto annuale del valore di 6,5 milioni di dollari con i Tampa Bay Rays. Il 9 febbraio, dopo aver passato le visite mediche, l'accordo venne confermato ufficialmente. Tuttavia l'11 aprile, dopo appena due partite disputate, entrò nella lista degli infortunati per un problema all'avambraccio destro. Tornò in campo nella MLB il 22 agosto, ma il 12 settembre dovette chiudere definitivamente la sua stagione, dopo essersi infortunato all'anca sinistra. Concluse la stagione con sole sei presenze nella MLB per un totale di 19,1 inning disputati.

## Nazionale
Archer lanciò per la Nazionale Statunitense durante le qualificazioni per i giochi panamericani 2011; e partecipò al World Baseball Classic 2017 (infine vinto dagli Stati Uniti) conquistando la medaglia d'oro.

## Palmarès

### Individuale
- MLB All-Star: 2

2015, 2017
- Lanciatore del mese dell'American League: 1

(luglio 2013)
- Rookie del mese dell'American League: 1

(luglio 2013)
- Giocatore della settimana dell'American League: 1

(7 giugno 2015)

### Nazionale
- World Baseball Classic:  Medaglia d'Oro

Team USA: 2017